# 廖晓淇
廖晓淇（1947年8月—），重庆丰都人，1968年9月参加工作，1970年8月入党，北京大学毕业，大学文化。第十一届全国政协委员。

## 生平
加入中国共产党，曾经在黑龙江生产建设兵团，国家建设委员会，对外经济贸易部，驻立陶宛经济商务参赞处，国务院办公厅；国家科技教育领导小组办公室等单位工作；2003年起，任商务部副部长。2008年，当选第十一届全国政协委员，代表经济界，分入第三十六组。并担任外事委员会专委。